# Johannes Gad

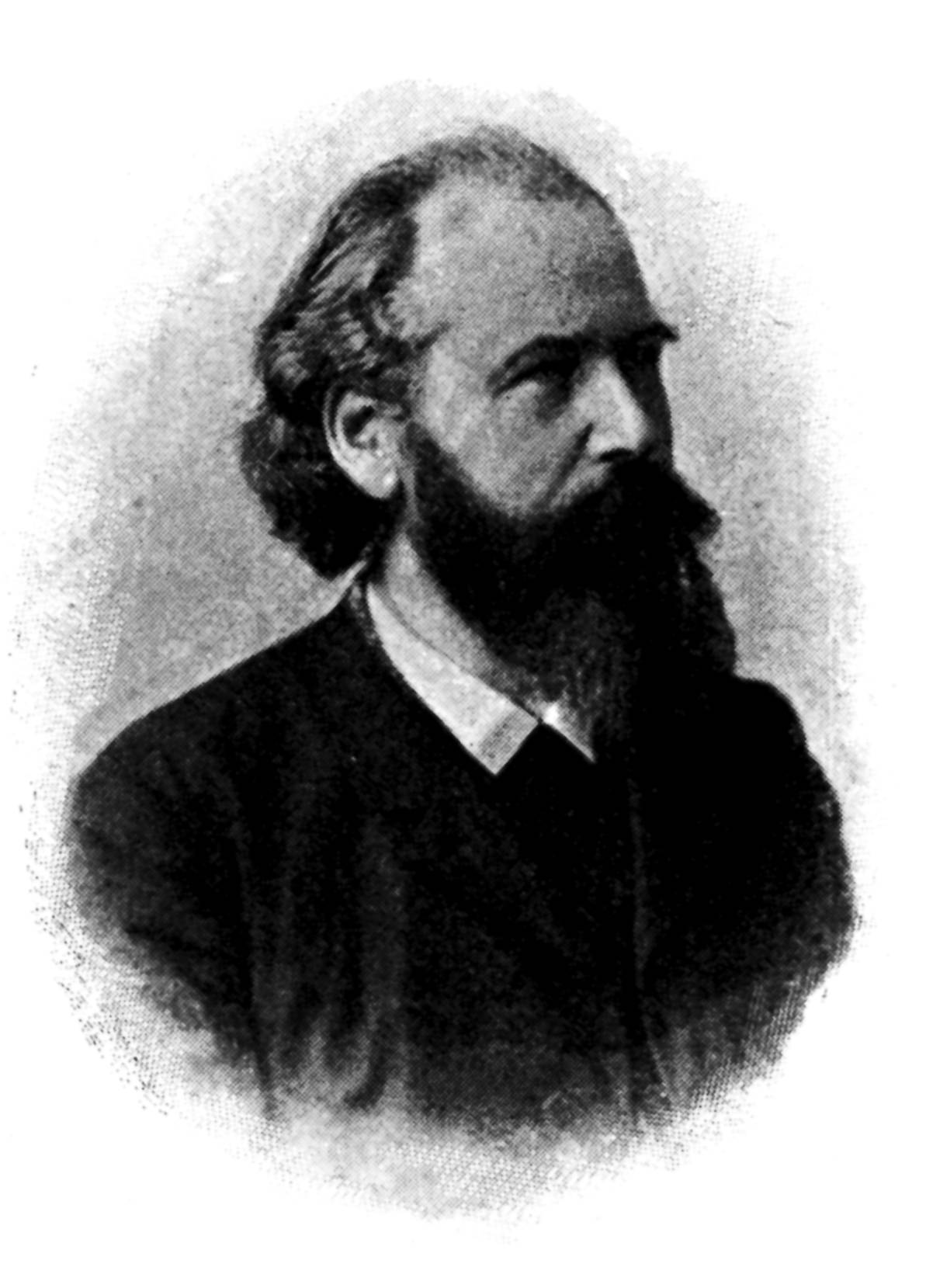
Johannes Gad (1842–1926)

Emanuel Wilhelm Johannes Gad (* 30. Juni 1842 zu Posen; † 1. Februar 1926 in Prag) war ein deutscher Neurophysiologe. Er ist der Urgroßvater von Angus Konstam.

## Leben und Werk
Johannes Gad war mit Clara, geborene Boltz (* 6. Dezember 1853 Berlin) verheiratet und über seine Tochter Eva (einer Psychiaterin), der Schwiegervater von Oskar Kohnstamm.
In Königstein im Taunus, in dem sich das Sanatorium seines Schülers und Schwiegersohnes befand. war er nach seiner Emeritierung von 1912 bis 1915 wohnhaft. Dort befindet sich auch das Grab seines einzigen im Kriege gefallenen gleichnamigen Sohnes (Johannes Gad 1888–1916).
In seiner Laufbahn war Gad Assistent von Emil Heinrich Du Bois-Reymond (1818–1896) am physiologischen Institut der Universität Berlin und arbeitete 1879–1885 unter Adolf Fick an der Universität von Würzburg. Dort wurde er am 22. Oktober 1887 zum außerordentlichen Professor an der medizinischen Fakultät der königlichen Friedrich-Wilhelms-Universität ernannt und zwecks Übernahme einer ordentlichen Professur an der deutschen Universität zu Prag Ende Oktober 1895 aus dieser Stellung entlassen. Im Jahr 1887 wurde er weiterhin zum Mitglied der Leopoldina gewählt.
Mit dem Neurologen Edward Flatau führte er im Jahre 1893 in Berlin experimentelle Arbeiten an Hunden durch. In den Jahren 1893–1894 war er Gastdozent des physiologischen Institutes der Western Reserve University in Cleveland, Ohio. Nach seiner Rückkehr nach Deutschland wurde er Leiter des physiologischen Institutes der Universität in Berlin. 1895 folgte er Ewald Hering (1834–1918) als Leiter der Abteilung der Physiologie an der Universität Prag nach und arbeitete dort mit Arnold Pick.
Gad ist wegen seiner Arbeiten zur experimentellen Physiologie bekannt. Er führte zahlreiche Untersuchungen zur Elektrophysiologie, Rückenmark-Funktionalität und der Beziehung zwischen Milchsäure bezüglich der Muskelzusammenziehung und anderes durch. Unter seinen schriftlichen Arbeiten befand sich ein Lehrbuch über die menschliche Physiologie, das er zusammen mit dem Pharmazeuten Jean-François Heymans herausbrachte: „Kurzes Lehrbuch der Physiologie des Menschen“, und eine Abhandlung über Hautreize, die er zusammen mit Alfred Goldscheider (1858–1935) veröffentlichte. Das Lehrbuch wurde im Jahre 2007 neu aufgelegt.

## Wissenschaftliche Publikationen
- Einige Grundgesetze des Energie-Umsatzes im thätigen Muskel / Johannes Gad, Berlin, 1893,1 Bd.,(Sitzungsberichte der Preussischen Akademie der Wissenschaften ; 1893, 20)
- Der erste internationale Physiologencongress in Basel 10 bis 12 September 1889 : eine kurze Abriss seiner Verhandlungen / J. Gad, Wien, 1889; 8’, SA a. d. Centrallblatt f. Physiologie. Nr. 14, Okt. 1889
- Körperwärme, Arbeit und Klima / Johannes Gad, Hamburg, 1887, 1 Bd., (Sammlung gemeinverständlicher wissenschaftlicher Vorträge ; N.F. 1, H. 20) (Digitalisierte Ausgabe der Universitäts- und Landesbibliothek Düsseldorf)
- Kurzes Lehrbuch der Physiologie des Menschen / Johannes Gad und J. F. Heymans, Berlin, 1892: Abb., Taf. ; 8’,(Wredens Sammlung kurzer medizinischer Lehrbücher ; Bd. 16)
- Real-Lexikon der medicinische Propädeutik : Anatomie, Physiologie, Histologie ... : Repertorium für Studirende und praktische Ärzte / unter Mitarb. von C. Benda ... [et al.] ; hrsg. von Johannes Gad, Wien : Urban & Schwarzenberg, 1893–1899, 3 Bde. : 978 Ill.
- Ueber Apnoë und über die in der Lehre von der Regulirung der Athemthätigkeit angewandte Terminologie : Zwei Vorlesungen, Würzburg, 1880; 8', Berlin. Habil. Schrift
- Ueber Erziehung und Abrichtung vom Standpunkte der Nerven-Physiologie : Populärwissenschaftlicher Vortrag ... Impressum, Würzburg, 1883, Umfang; 8’